# Liste des ministres colombiens de la Culture
Cet article dresse la liste chronologique des ministres colombiens chargés de la culture, et ce depuis la création du Ministère de la Culture en 1997.
| no      | Ministre                    | Prise de fonction | Fin de fonction | Président              |
| 1       | Ramiro Osorio               | 7 août 1997       | 7 août 1998     | Ernesto Samper Pizano  |
| 2       | Alberto Casas Santamaría    | 7 août 1998       | 12 août 1999    | Andrés Pastrana Arango |
| 3       | Juan Luis Mejía Arango      | 12 août 1999      | 18 juillet 2000 | Andrés Pastrana Arango |
| 4       | Consuelo Araújo Noguera     | 18 juillet 2000   | 11 mars 2001    | Andrés Pastrana Arango |
| 5       | Araceli Morales López       | 11 mars 2001      | 7 août 2002     | Andrés Pastrana Arango |
| 6       | María Consuelo Araújo       | 7 août 2002       | 24 janvier 2006 | Álvaro Uribe Vélez     |
| 7       | Elvira Cuervo Uribe         | 24 janvier 2006   | 10 mai 2007     | Álvaro Uribe Vélez     |
| 8       | Paula Marcela Moreno Zapata | 10 mai 2007       | 7 août 2010     | Álvaro Uribe Vélez     |
| 9       | Mariana Garcés Córdoba      | 7 août 2010       | 7 août 2018     | Juan Manuel Santos     |
| 10      | Angelica Mayolo             | 7 août 2018       | 7 août 2022     | Iván Duque             |
| 11      | Patricia Ariza              | 7 août 2022       | 27 février 2023 | Gustavo Petro          |
| intérim | Jorge Zorro                 | 27 février 2023   | 2 août 2023     | Gustavo Petro          |
| 12      | Juan David Correa           | 2 août 2023       | 5 février 2025  | Gustavo Petro          |